# Georg Gottlob
Georg Gottlob (né le 30 juin 1956 à Vienne) est un informaticien autrichien. Il travaille principalement dans les domaines de la théorie des bases de données, de la logique et de l'intelligence artificielle. Il est professeur à l'Université de Calabre.

## Biographie
Georg Gottlob effectue des études en informatique à l'Université technique de Vienne et obtient son doctorat en 1981 sous la direction de Curt Christian avec une thèse intitulée Mehrwertige Logik - Aufbau und Anwendung in der Informatik. Depuis 1988, il est professeur d'informatique à l'Université technique de Vienne, où il occupe toujours un poste d'enseignant en tant que professeur adjoint. En 2006, il est nommé professeur à Oxford. Il est membre du St Anne's College. Il cofonde le Information Systems Research Group au sein du laboratoire d'informatique de l'Université d'Oxford.

## Recherche
Gottlob a publié plus de 200 articles scientifiques, ainsi qu'un manuel sur la programmation logique et les bases de données
Dans le domaine de l'intelligence artificielle, il est surtout connu pour ses premiers travaux influents sur la complexité des logiques non monotones, et sur la décomposition généralisée en hyper-arbres, un cadre pour obtenir des classes structurelles tractables de problèmes satisfaction de contraintes, et une généralisation de la notion de décomposition en arbre en théorie des graphes.
Ces travaux ont également eu un impact important dans la théorie des bases de données, puisque l'évaluation de requêtes conjonctives dans les bases de données relationnelles est équivalent au problème de la satisfaction des contraintes Ses travaux sur  XML (notamment XPath) ont contribué aux études de complexité dans ce domaine,,.

## Récompenses et distinctions
Adhésions et distinctions académiques
- Membre de l'Académie autrichienne des sciences
- Membre de l'Académie allemande des sciences Leopoldina (depuis 2006)
- Membre de l'Academia Europaea
- Fellow de l'Association for Computing Machinery (ACM)
- Membre de la Royal Society (2010[11])
- Doctorat honoris causa de l'Alpen-Adria-Universität Klagenfurt (2016)
- Doctorat honoris causa de l'Université de Vienne (2020)

Prix
- Prix Wittgenstein (1998)
- Bourse Wolfson  (2006)
- ERC Avanced Grant (2011)
- Prix Cardinal Innitzer (2013)
- Médaille Lovelace (2017)